# 小野理子
小野 理子（おの みちこ、1933年9月18日 - 2009年1月17日）は、日本のロシア文学者。神戸大学名誉教授。

## 人物
大阪生まれ。1956年京都大学文学部中国語学中国文学科を卒業、その後渡欧。
プラハ大学助手やモスクワ大学東洋語学院専任講師として日本語科教師を務め、1962年からモスクワ大学文学部大学院で20世紀ソビエト・ロシア文学を専攻、1964年博士課程を修了し帰国、日ソ協会ロシア語講師を務める。
1969年から神戸大学に勤め、のち国際文化学部教授、1997年定年退官、名誉教授。
日本ロシア文学会会員。日本ユーラシア協会理事。
夫は小野一郎（立命館大学名誉教授、政治史、ロシア研究）。

## 著書
- 『ロシアの愛と苦悩』（人文書院） 1990、のち朝鮮語版（러시아의 사랑과 고뇌 金旭［김욱］訳 고려원 1991）
- 『女帝のロシア』（岩波新書） 1994
- 『不思議な恋文 女帝エカテリーナとポチョムキンの往復書簡』（東洋書店、ユーラシア・ブックレット No.23） 2001

### 共著
- 『ロシア文学案内』（藤沼貴, 安岡治子共著、岩波文庫） 2000
- 『恋文 女帝エカテリーナ二世 発見された千百六十二通の手紙』（山口智子共著、アーティストハウスパブリッシャーズ） 2006

## 翻訳
- 『ドン物語』（ミハイル・ショーロホフ、安井侑子共訳、集英社、世界文学全集） 1966
- 『さらばグルサルィ!』（チンギズ・アイトマートフ、理想社、ソヴェート文学シリーズ3） 1970
- 『ショーロホフ短編集』（ミハイル・ショーロホフ、光和堂） 1981
- 『スペイン日記』（ミハイル・エフィーモヴィチ・コリツォーフ（ru）、三友社出版、20世紀民衆の世界文学4 ソ連篇） 1987
- 『桜の園』（チェーホフ、岩波文庫） 1998、のちワイド版岩波文庫 2009
- 『ワーニャおじさん』（チェーホフ、岩波文庫） 2001